# Либертад (футбольный клуб)
«Клуб Либерта́д» (исп. Club Libertad) — одна из старейших (старше только «Олимпия» и «Гуарани») и самых титулованных футбольных команд Парагвая, основанная в 1905 году.

## История
Клуб был основан в 1905 году на волне политической нестабильности в стране. 30 июля Хуаном Мануэлем Сосой Эскаладой был основан клуб, название которого в переводе с испанского означает «Свобода».
С момента своей первой победы в первенстве Парагвая в 1910 году «Либертад» всегда старался позиционировать себя в качестве третьей силы в клубном футболе страны после двух доминирующих команд — «Олимпии» и «Серро Портеньо». Но в этом плане у «Либертада» есть конкурент — другой столичный клуб «Гуарани». Последние не выигрывали чемпионата страны с 1984 года, однако по прежнему собирают на стадионе больше болельщиков, чем на матчах «Либертада». Однако у «чёрно-белых» есть неоспоримое преимущество: у «Гуарани» лишь 11 чемпионских титулов, а «Либертад» же в 2017 году довёл это число до 20. В 2021 году команда завоевала 21-й чемпионский титул, и по этому показателю сохраняет звание самой титулованной команды Парагвая начала XXI века.

## Достижения
- Чемпион Парагвая (23): 1910, 1917, 1920, 1930, 1943, 1945, 1955, 1976, 2002, 2003, 2006, 2007, Ап. 2008, Кл. 2008, Кл. 2010, Кл. 2012, Ап. 2014, Кл. 2014, Ап. 2016 , Ап. 2017, Ап. 2021, Ап. 2022, Ап. 2023
- Вице-чемпион Парагвая (22): 1909, 1924, 1927, 1928, 1929, 1931, 1944, 1950, 1952, 1953, 1954, 1956, 1967, 1977, 1990, 1992, 2004, 2005, Ап. 2009, Кл. 2009, Кл. 2013, Кл. 2019
- Обладатель Кубка Парагвая (1): 2019
- Чемпион Второго дивизиона (1): 2000
- Полуфинал Кубка Либертадорес (2): 1977, 2006

## Баскетбол
Баскетбольная команда «Либертад» — 9-кратный чемпион Парагвая: 1958, 1972, 1974, 1977, 1979, 1986, 1987, 1990, 2005.